# 国鸟勋章
国鸟勋章（西班牙语： Orden del Quetzal ）是危地马拉的最高荣誉勋章。它于1936年创建，由危地马拉政府颁发，奖励在人文、艺术、科学和社会上做出巨大的贡献的国内和国外人物和组织，获得者包括多位国家元首。